# Kranichvögel
Zu der Ordnung der Kranichvögel (Gruiformes) werden traditionell fast 20 Familien gezählt, von denen viele nur durch Fossilien bekannt sind. Es sind kleine bis sehr große Vögel, welche schreiten, laufen oder schwimmen. Alle Kranichvögel sind Nestflüchter.

## Traditionelle Systematik
Das Handbook of the Birds of the World zählt die folgenden elf Familien zu den Kranichvögeln:
- Binsenrallen (Heliornithidae)
- Kagus (Rhynochetidae), jetzt Eurypygiformes
- Kraniche (Gruidae)
- Laufhühnchen (Turnicidae), jetzt Regenpfeiferartige (Charadriiformes)
- Rallen (Rallidae)
- Rallenkraniche (Aramidae)
- Seriemas (Cariamidae), jetzt Cariamiformes
- Sonnenrallen (Eurypygidae), jetzt Eurypygiformes
- Stelzenrallen (Mesitornithidae), jetzt Mesitornithiformes
- Trappen (Otididae), jetzt Otidiformes
- Trompetervögel (Psophiidae)

## Moderne Systematik
Neuere phylogenetische Analysen lassen nur noch eine Kerngruppe von fünf Familien bei den Kranichvögeln: die Rallenkraniche, Kraniche, Trompetervögel, Binsenrallen und Rallen. Neu hinzu kommt die Familie Sarothruridae, die nur aus den bisher in die Rallen gestellten Gattungen Sarothrura, Rallicula und Mentocrex besteht. 

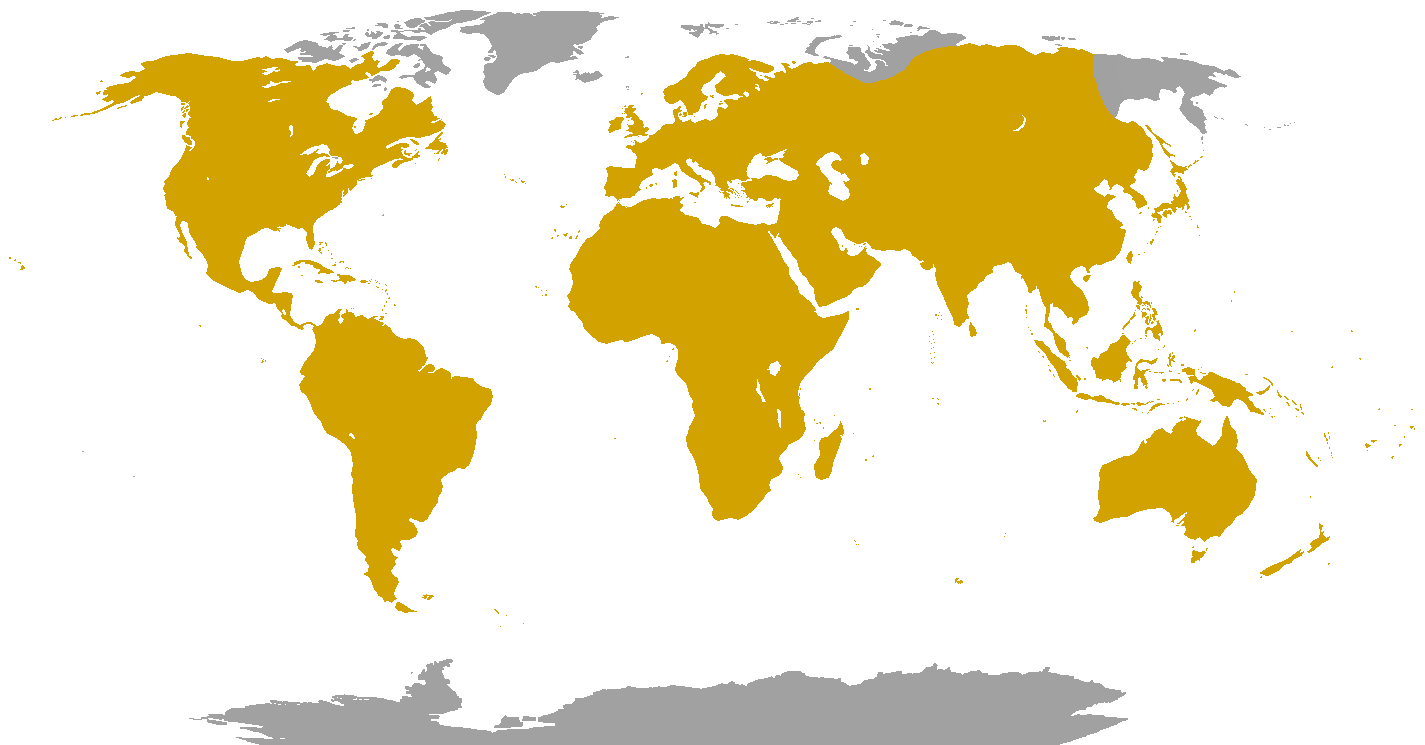
Die Karte zeigt die mit Ausnahme der Polargebiete weltweite Verbreitung der Kranichvögel

Die Laufhühnchen kommen zu den Regenpfeiferartigen (Charadriiformes). Stelzenrallen und Trappen werden in neue monotypische Ordnungen gestellt (Mesitornithiformes und Otidiformes). Die Schwesterarten Kagu und Sonnenralle bilden die neue Ordnung Eurypygiformes und die Seriemas zusammen mit einigen ausgestorbenen Vogelfamilien die Ordnung Cariamiformes.
Die wahrscheinlichen Verwandtschaftsverhältnisse der verbleibenden Familien gibt das folgende Kladogramm wieder.
|  | \| \| Kraniche (Gruidae) \| \| \| \| \| \| Rallenkraniche (Aramidae) \| \| \| \| |
|  |                                                                                  |
|  | Trompetervögel (Psophiidae)                                                      |
|  |                                                                                  |
|  | Kraniche (Gruidae)                                                               |
|  |                                                                                  |
|  | Rallenkraniche (Aramidae)                                                        |
|  |                                                                                  |

|  | Kraniche (Gruidae)        |
|  |                           |
|  | Rallenkraniche (Aramidae) |
|  |                           |

|  | \| \| Sarothruridae \| \| \| \| \| \| Binsenrallen (Heliornithidae) \| \| \| \| |
|  |                                                                                 |
|  | Rallen (Rallidae)                                                               |
|  |                                                                                 |
|  | Sarothruridae                                                                   |
|  |                                                                                 |
|  | Binsenrallen (Heliornithidae)                                                   |
|  |                                                                                 |

|  | Sarothruridae                 |
|  |                               |
|  | Binsenrallen (Heliornithidae) |
|  |                               |

|  | \| \| Kraniche (Gruidae) \| \| \| \| \| \| Rallenkraniche (Aramidae) \| \| \| \| |
|  |                                                                                  |
|  | Trompetervögel (Psophiidae)                                                      |
|  |                                                                                  |
|  | Kraniche (Gruidae)                                                               |
|  |                                                                                  |
|  | Rallenkraniche (Aramidae)                                                        |
|  |                                                                                  |

|  | Kraniche (Gruidae)        |
|  |                           |
|  | Rallenkraniche (Aramidae) |
|  |                           |

|  | \| \| Sarothruridae \| \| \| \| \| \| Binsenrallen (Heliornithidae) \| \| \| \| |
|  |                                                                                 |
|  | Rallen (Rallidae)                                                               |
|  |                                                                                 |
|  | Sarothruridae                                                                   |
|  |                                                                                 |
|  | Binsenrallen (Heliornithidae)                                                   |
|  |                                                                                 |

|  | Sarothruridae                 |
|  |                               |
|  | Binsenrallen (Heliornithidae) |
|  |                               |

Neben den rezenten werden noch die folgenden Familien ausgestorbener Vögel zu den Kranichvögeln gezählt:
- Messelrallen (Messelornithidae) †
- Aptornithidae †, endemisch auf Neuseeland

Ursprünglich galten auch die Eogruidae und die Ergilornithidae als Vertreter der Kranichvögel. Beide Gruppen traten vom Mittleren Eozän bis zum Miozän/Pliozän in Asien und Europa auf. Neuere Studien aus dem Jahr 2021 weisen sie jedoch als Stammgruppenformen der Strauße aus. Möglicherweise nehmen die Geranoididae aus dem Eozän Nordamerikas, ebenfalls als Basalgruppe der Kranichvögel eingestuft, eine ähnliche Position ein.